# Lonesome Luke, Mechanic
Lonesome Luke, mechanic è un cortometraggio comico muto del 1917 diretto da Hal Roach e interpretato da Harold Lloyd.